# Molnár Gábor (író)
Molnár Gábor (Budapest, 1908. december 2. – Budapest, 1980. október 29.) a 20. század egyik legnépszerűbb magyar vadász- és útleírás-írója, akinek műveit számos nyelvre lefordították, köztük portugálra, mongolra, oroszra, angolra, németre. Számos regényt, rádiójátékot írt. Legelső műve 1940-ben jelent meg. Műveit vakon írta miután egy balesetben elvesztette a látását. Haláláig nagyon aktív volt a magyarországi írói életben.

## Élete

### Az első utazásig
Óbudán született Molnár Gábor Ádám és Beitl Julianna fiaként, a Szentendrei út 62. számú házban. Szülei a vendéglátóiparban dolgoztak és szerény körülmények közt éltek. Két testvére volt, egy fiú, Károly, és egy lány, Ilona. Gyermekkorában több helyen is éltek Budapesten, például a Dembinszky utcában. Édesapjuk hosszú betegség után fiatalon meghalt tüdőbajban és a család megélhetése még nehezebbé vált. Édesanyja szállodai munkát kapott az ország több helyén. Így tölthetett egy nyarat például a Balatonon.
Molnár Gábor több nyarat nagyszüleinél töltött, Csingervölgyben (Ajka). Az általános iskola 3. osztályát is itt végezte, a többit és a polgári iskolát Budapesten, az Erzsébetvárosban. Egy évet a Gyermekvédő Liga segítségével Svájcban, Courfaivre faluban, a francia határ közelében töltött, ahol vendéglátójának a földjén dolgozott, és megtanulta a kovácsmesterséget. Gyermek és ifjúkorában sokat járt a városligeti Állatkertbe, és magyar felfedezők (Bíró Lajos, Vámbéry Ármin, Kőrösi Csoma Sándor) műveit olvasta.
Erdész szeretett volna lenni, de nem tudták taníttatni, ezért egy időre borfiú lett. Édesapja régi ismerőse alkalmazta a budapesti Pannónia szállodában és étteremben. Itt vette meg első fegyverét, amivel a szálloda pincéjében gyakorolta a céllövést.
1927-ben Pápán mezőgazdász képesítést szerzett, majd két évig gazdatisztként gyakornokoskodott Tolna és Somogy vármegyében. A mezőgazdász-iskolát dr. Szakách Ernő – törzsvendég volt a Pannónia éttermében – biztatására végezte el, akinél az iskola után egy évig dolgozott Tolna vármegyében, majd onnan visszautazott Budapestre, miután nem jött ki jól dr. Szakách Ernővel. Ezután vállalta el a Somogy vármegyei állást Feketepusztán.

### Brazília
Az Est 1929 karácsonyi számában olvasott egy Brazíliába készülő bogárgyűjtő expedícióról, amelyet Pusztai Lajos szponzorált és Horváth Elemér vezetett. Reménye sem lehetett rá, hogy a saját erejéből egyszer kutatóútra indulhat: levélben jelentkezett az expedíció vezetőjénél, Horváth Elemérnél. Adottságai, lövésztudása és elszántsága miatt őt választották a Magyar Nemzeti Múzeum állat- és rovargyűjteményét gyarapítani hivatott expedíció harmadik tagjának.
Párizson keresztül Le Havre-ból szelték át az óceánt és 1930. május 23-án érkeztek meg a Brazíliai Recife városába. Innen indult el egyedül Manaus felé Belem érintésével. Sajnos a fegyvereit nem kapta vissza időben – zárva volt a kikötői vámhivatal. Így két társával megegyeztek, hogy a következő hajóval utána mennek. A Belémben töltött 3 nap alatt is ismerkedett az őserdővel, gyűjtötte a rovarokat, bogarakat. Manaus-ba érkezése után 2 héttel kapott üzenetet társaitól, akik elérték Belém városát. Ott viszont Pusztai Lajos maláriás lett, és ezért nem tudtak továbbmenni. Majd Horváth Elemér is megbetegedett, így esélyük sem volt arra, hogy csatlakozzanak Molnár Gáborhoz Manaus-ban. Két társa a gyógyításuk és hazautazásuk finanszírozására még Molnár Gábor fegyvereit és hátramaradt felszerelését is eladta a sajátjukon kívül.
Manaus-ban ismerkedett meg Lakó Károllyal, magyar rovargyűjtővel, aki itt élt és vadászott. Tőle kapott felszerelést, amelynek birtokában elkezdhetett
gondolkodni a saját vadászexpedíciókon. Lakó több, más nemzetiségű európai vadásznak is bemutatta, akik meghívták expedíciókra és rengeteg tanáccsal látták el.
Molnár Gábor anyagi támogatás nélkül, egyedül folytatta a gyűjtőmunkát. A Ford Társaság kaucsukültetvényén telepvezetői munkát vállalt el 1930 szeptemberében, de csak azzal a kikötéssel hogy bármikor útra kelhet a maga által szervezett expedícióira. Az itt kapott fizetéséből szerelte fel ezen expedíciókat és ebből a bérből fizette 3 vadásztársát is – Abiliót, Juant és Klementinót. Az Amazonason és a Rio Negrón hajózva a torkolattól közel kétezer kilométerre lévő Tapaucuaráig jutott. A Rio Uatumã folyón a Miriti vízeséshez 2 felfedező utat tett, s vadásztársaival több vadászexpedíciót is vezettek a Jatapu folyó forrásvidékére. Itt találkozott először bennszülött indiánokkal. A Cupari-folyó forrásvidékén is, és a Cararassu-mocsárban is 2-2 hónapot töltött el gyűjtéssel, vadászattal – utóbbi alapján született a „Horgászom az Amazonason” című könyve. Erre a két útra szerény pénzügyi lehetőségei miatt sajnos csak egyedül indulhatott el. A begyűjtött állatokat, köztük értékes óriáskígyókat, bogarakat, rovarokat, állatbőröket a Budapesti Állatkertnek, a Nemzeti Múzeumnak küldte haza. Nem kapott fizetséget, csak oklevelet és egyéb erkölcsi elismeréseket. Ezen kívül küldött állatbőröket Európába több kereskedőhöz és rovar- és bogárgyűjtésének egy részét is így értékesítette. Például sikerült három példány óriáscincért (titanus giganteus) fognia, az elsőt édesanyjának hazaküldte, a másik két példányt 75 és 80 dollárért adta el. A befogott kígyók egy részét pedig helyben adta el. Hazatérésekor a Budapesti Állatkertnek adományozott egy boa constrictort és egy anakondát.
1932. március 7-én a raktárban, amit ő felügyelt, egy beosztottja, egy fiatal fiú veszélyes csomagot talált, egy csomag gyutacsot, amely bármikor felrobbanhatott. Molnár Gábor maga akarta eltávolítani a gyutacsokat, de útban a közeli folyó felé azok felrobbantak a kezében, és Molnár mindkét szeme világát elvesztette.

### Vakon, íróként
Brazíliából 1932. május 24-én érkezett haza. Hazautazása is kalandos volt. A Ford Company segítségével jutott el Belém kikötőjéig onnan pedig Recife érintésével Párizsba hajózott, majd vonaton Budapestre. Belémig egy volt munkatársa – német illetőségű – kísérte. Majd Belémből hazáig Kertész János Aradról származó fiatalember volt a kísérője. Brazíliából három kígyóval indult haza, két anakondával és egy boával. Sajnos csak az egyik anakonda és a boa élte túl a hosszú utat. A Budapesti Állatkertnek ajándékozta őket ( akkoriban Nadler Herbert volt az igazgató). Sajnos mindkét kígyó egy éven belül elpusztult. 1932 nyarán az Állami szemkórházban kezelték, ahol orvosai megerősítették, hogy soha többet nem fog látni. Itt az egyik nővér segítségével Remington írógépen írni tanult. Ez később elindította az írói pályáján.
Több helyen lakott Budapesten albérletben, végül 1933-ban költözött Blau Károlyhoz akinél hosszabb ideig lakott. Hazatérése után nem vállalta azt a vakok számára nyitva álló utat, hogy a Szombathelyen létrehozott intézetbe menjen kosarat fonni vagy egyéb hasonló kézművesmunkákat végezni. Ezt édesanyja kapcsolatai révén sikerült volna elintézni, de ő soha nem szerette volna, ha vakként kezelik. Első írása az Est vasárnapi mellékletében jelent meg 1933. február 23-án, „Az anakonda – a kígyó támadása” címmel.
Ezt a lehetőséget régi barátja, Dallos Sándor szerkesztő adta neki, aki elvitte írását az akkori főszerkesztőhöz, Légrády Ottóhoz. Írása sikert hozott, és rögtön három másik írást is rendeltek tőle. A siker nem maradt el, és egyre több újság közölt tőle pl.: Kis Újság, Tükör és az Állatkert lapja, a Természet is. Polgár Géza – a „Mit üzen a rádió” műsor szerkesztője, műsorvezetője – juttatta be a rádióhoz, miután készített vele egy interjút. Az elkövetkező időben egyre többször olvasták fel és játszották a műveit a rádióban. Kálmán László – ügyvéd, édesanyja barátja – bevezette a Fészek Klubba és az írói körökbe. Itt ismerkedett meg sok íróval, szerkesztővel – pl. Lénárt Menyhérttel – és került be az írói társadalom vérkeringésébe.
Huszonhat önálló kötete jelent meg és több, mint száz tárcája, ismeretterjesztő írása. Rádiójátékokat is írt. Több száz író-olvasó találkozón vett részt, terjedelmes levelezést folytatott.
Első teljes kötete 1940-ben jelent meg Kalandok a brazíliai őserdőben címmel. Könyveit a háború után a Móra, a Gondolat kiadók, illetve leggyakrabban a Szépirodalmi Kiadó adták ki. Országosan ismert íróvá az 1950-es évek közepétől vált. Az 1960-as és 1970-es években az ország egyik legolvasottabb írója volt, írásai nem ritkán másod- és harmadközlésben is megjelentek. Azóta azonban műveit nem adták ki újra.

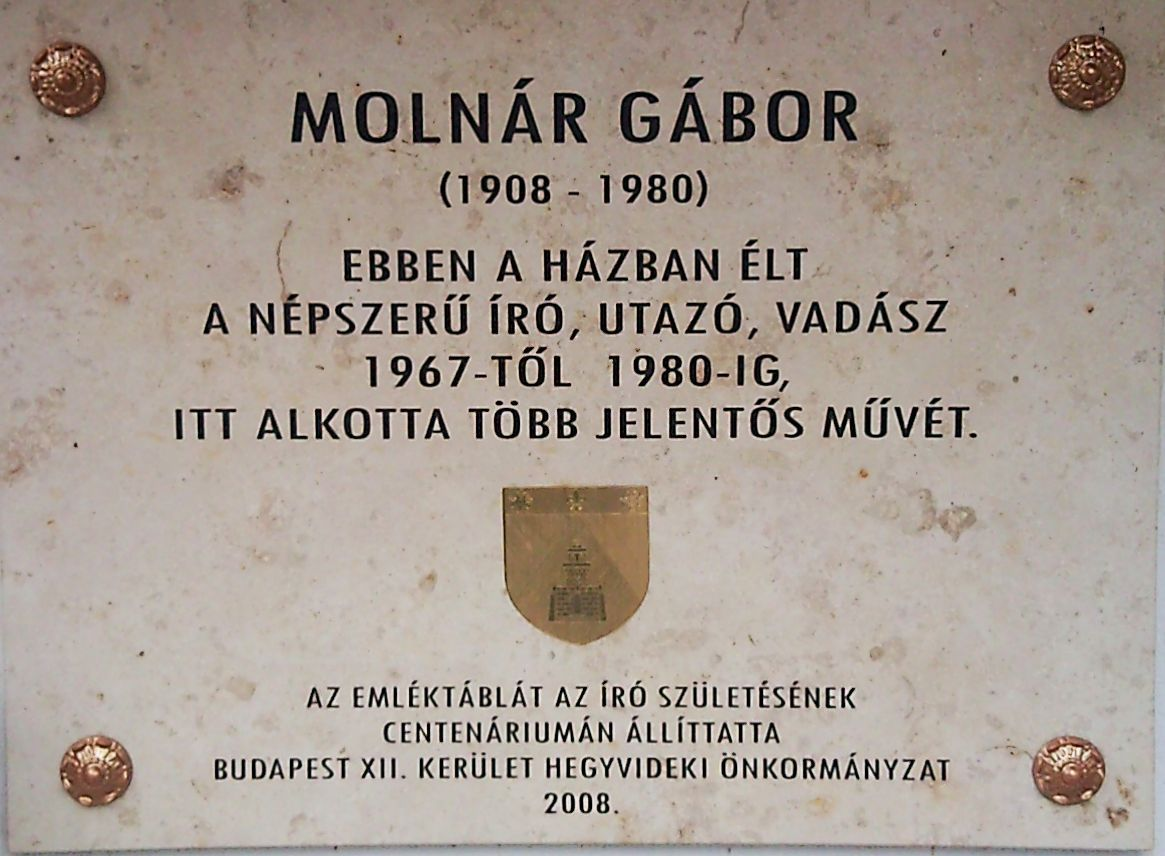
Emléktáblája:
Budapest XII. kerület
Fülemile út-Őzike utca sarok

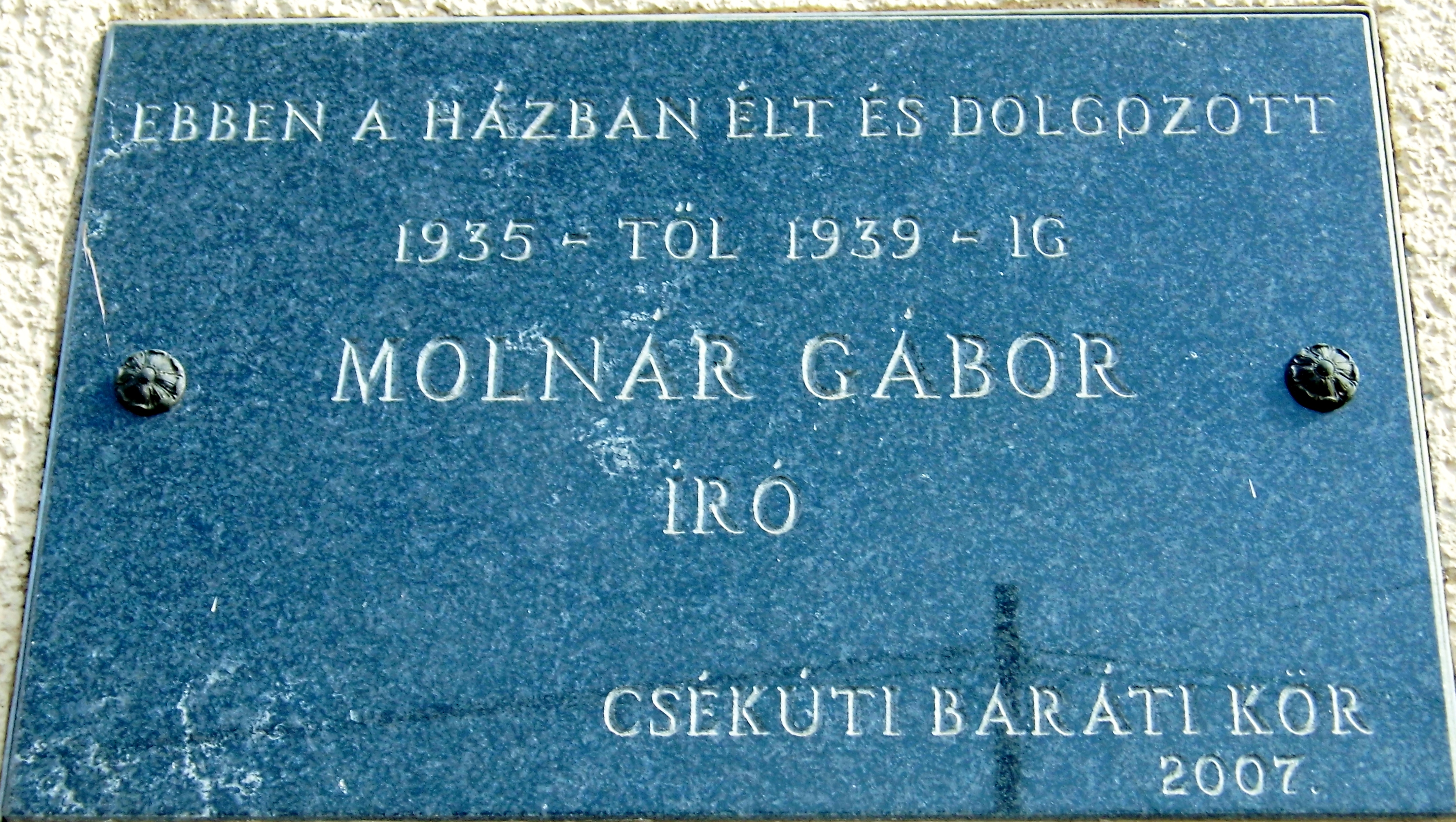
Emléktáblája csékúti lakóházán, a Padragi út 20-as szám alatt

1949-ben megengedték neki, hogy a budapesti belváros szívében, a Váci utcában trafikot nyisson.
A Munka Érdemrend ezüst fokozatát 1968-ban kapta meg.

### Kalandozások Mongóliában
Művei papírra vetésében, későbbi utazásaiban felesége, Hegyi Margit volt a segítségére. 1964-ben, 1968-ban és 1978-ban Mongóliában járt felfedezőúton; ezekről is megjelent három könyve.
1964 szeptemberében 1 hónapot töltött Mongóliában a Magyar és a Mongol Írószövetség írócsere-egyezménye keretében. Állandó kísérője ott tartózkodása alatt egy Megmar nevű mongol költő volt, aki 1964 nyarán ugyan ennek az egyezmények köszönhetően Magyarországon vendégeskedett. Az eredeti útitervben szerepelt Erdélyi István régészexpedíciójához való csatlakozás, aki régi hun sírokat tárt fel Arhangaj területen. Sajnos Erdélyi István teherautója lerobbant, s mivel Molnár Gáborékat kötötte az útiterv, így nem sikerült meglátogatniuk a hun sírokat. Utazásuk első felében útjuk Arhangaj területre vezetett. Főbb állomásaik egyike Hudzsirt városa – itt magyar mérnökökkel találkoztak, akik kútfúrásokban segítettek. Onnan Dzorgol bányavárost érintve Cecerleg városig jutottak el. Itt a helyi vezetők fogadták őket, s Gundzsav polgármester segítségével fedezték fel a helyi nevezetességeket. Innen egy rövid utazást tettek a Fehér-Hágón át az Orhon folyót követve az Ulán Cutgalan vízesésig. Majd útjuk legkeletibb állomásához érkeztek Harhorinba – Övörhangaj területre. A régi neve Harhorinnak Karakorum volt, s Dzsingisz kán alapította. Meglátogatták a híres Erdeni-Dzun kolostort és a magyar mérnökök által épített hengermalmot. Harhorinból visszafelé a Bulgán-hegységen átvezető Fehér-hágó bejáratánál lefényképezték a híres Tajhir-Csoló követ.
Utazásuk második felében a Góbi sivatagban tettek egy 1600 km-es körutat. Állomásaik, Cogt-ovo oázisa, Dalandzadgad városa, Bulgan szumun, Mandal-ovo oázis – majd a Gurvan-szajhan szurdokán átvágva tértek vissza Ulánbátorba. Útjuk során ismerkedtek nem csak a helyi vezetőkkel, de a helyi gazdaságokkal, a kultúrával, a nyelvvel, a nomád pásztorok életével is. Interjút adtak a mongol rádiónak és Ulánbátorban találkoztak az akkoriban ott dolgozó magyarokkal is. Narrátora az út során felesége, Margit volt. Erről az útról az „Egymillió hős országa” című könyvében számol be.
Második útjára 1968-ban került sor, amire felesége megint elkísérte. Ekkor velük tartott Gábor nevű tizenéves fiuk is. Úti céljuk a Mongol- és a Góbi-Altaj hegyvidéke és Hentej ajmak – Dzsingisz kán szülőföldje volt, és több kisebb szumunban is tettek látogatást. Ezen út élményei ihlették a Négy hágó sziklavadonában című könyvét.
Harmadik és utolsó útjára 1978 szeptemberében lett lehetősége, de most nem feleségével, hanem húgának fiával, Majoros Jánossal utazott Mongóliába. Mongol kísérői ezen út során Lodoj, Burentogtoh és Baszandzsav. Fő úti céljuk az Arany-Góbi – más néven a Sárga-Góbi – sivataga és a Góbi-Altaj sziklás hegyvidéke volt. Ulánbátorban megérkezésük másnapján ellátogattak a Gandan-kolostorba és egy interjút rögzítettek a magyar rádió számára a főlámával. Első állomásuk Altaj városa, ahova repülőn jutottak el. Onnan terepjáróval a Sárga-Góbi szumun járásközpontjába mentek, ami ott tartózkodásuk alatt a központi táborhelyük volt. Altaj városban való tartózkodásuk alatt meglátogatták a Szonginói Biokombinátot, ahol magyar tudósokkal találkoztak. Második állomásuk a Sárga-Góbi szumun volt. Megérkezésük napján ismerkedtek a helyi központtal, az állattenyésztéssel és a növénytermesztéssel. Mindezt a szumun vezetője, Dugerdzsov kíséretében. Másnap egy 50 km-re fekvő szuhajfa-bokros területre kirándultak, ahol rovargyűjtést végeztek. A következő napokban több patakot és vízlelőhelyet kerestek fel, ahol vadlibára vadásztak és bogarakat gyűjtöttek. Látogatást tettek egy sziklavésetekkel teli szurdokban is, mely vésetek tibeti nyelven íródtak. Felkeresték a 4 patak vidékét is több alkalommal. Többször tettek 2 napos kirándulást, amikor az ott élő pásztorok vendégszeretetét élvezték. 3 hét után visszatértek Altaj városába és onnan Ulánbátorba repültek. Az utolsó napon díszvacsorát rendeztek tiszteletére a Mongol Írószövetség szervezésében. Erről az útjáról is megjelent egy könyv – sajnos már csak halála után, 1981-ben – Az Arany-Góbi kősivatagában címmel. E könyvben nem csak az utazásról, de Geleta József 1930-ban megjelent útinaplójából is közölt részleteket.

### Visszatérés Brazíliába
A Brazil Külügyminisztérium 1972-ben meghívta Brazíliába. Ez az utazás jó barátjának, a grafikus művész Szász Endrének a segítségével valósult meg. Ugyanis az utazás költségeit Brazíliáig Molnár Gábornak kellett volna állnia. Ezt fizette ki régi barátja, Szász Endre. Brazil földre 1972 októberében érkezett meg. Több magas állami szerv is fogadta, ünnepséget rendeztek neki a Brazil Akadémián és sok állami tisztviselővel, íróval és közéleti személyiséggel találkozott. Több újságcikk jelent meg róla a brazil lapokban, köztük az O Globo, Brasil de Journal-ban. Ezen utazás során kísérője és segítője Lehel de Szőnyi Silimon volt. Az utazás másik apropója, hogy első könyve ekkor jelent meg Brazíliában a Livros Irradiantes S/A könyvkiadó jó voltából – címe: Aventuras na mata amazonica. A fordítást Soltész Éva készítette el és a kor egyik legnagyobb brazil írónője, Rachel de Querioz lektorálta. Ezután még számos könyvét adták ki Brazíliában.
A látogatás adta az alkalmat egy újabb expedícióhoz is, amelynek célja néprajzi- és madárgyűjtés volt. Az expedíciót támogatta a FUNAI – Fundacao Nacional do Indió – amely segítséget nyújtott Molnár Gábornak és társának Lehel de Szőnyi Silimonnak az út során. Az első úti céljuk a Marau-folyó felső vidékéhez vezetett, ahol a Satere indiánok faluját keresték fel. Az expedíció második úti célja a Xingu folyó forrásvidéke lett volna. Itt találkoztak volna az Orlando Villas Boas által vezetett expedícióval, amelynek célja a Krain-a-Kore indián törzzsel való kapcsolat felvétele volt. Ez sajnos az időjárás és Lehel akadékoskodása[forrás?] miatt meghiúsult. Így új célállomásként Mato Grosso államot keresték fel. Itt több olyan helyet kerestek fel, ahol ősi indián sziklarajok voltak. Köztük a Corumbiai, Coronel Ponci sziklarajzokat. Rondon tábornok 1869-ben létesítette itt első őserdei állomását, amely részben elpusztult, a főépület kivételével. Majd gyémántmosókat látogattak meg a Barro de Garças folyónál, ahol a gyémántmosás történetével, technikájával ismerkedtek. Végül végállomásként a Boqueron és São Marcos folyók közti területen élő Xavante indiánok falujában töltöttek el 2 hetet, ahol néprajzi, kultúrtörténeti gyűjtést végeztek. Köztük Xavante nyelven rögzítették a mondáikat és néprajzi, népműves tárgyakat cseréltek, így gazdagítva a Néprajzi Múzeum gyűjteményét. Az utazásról az "Én kedves Amazóniám" című könyvben emlékezik meg.
1980. október 29-én halt meg XII. kerületi, Őzike utcai családi házában, baleset következtében. Kívánsága szerint az csingervölgyi temetőben helyezték végső nyugalomra.

## Emlékezete
Halála után Ajka díszpolgárává fogadta. Iskolát és könyvesboltot neveztek el róla, köztéri szobor őrzi emlékét, a Helytörténeti Múzeumban pedig emlékszoba.
2006. november 10-én Ajkán alakult meg az országos „Bakonytól az Amazóniáig” Molnár Gábor Társaság.
Egy Dél-Amerikai darázs faj – Parascelio Molnari – őrzi emlékét, melyet ő fedezett fel 1930 őszén a Tapajos folyó mentén.
Egy másik fürkész darázs faj – Ceraphron molnari Szabo – is őrzi emlékét, melyet 1978-ban Mongóliában gyűjtöttek és Dr. Szabó János Barna parazitológus azonosított és nevezett el 1979-ben. A darázsról készült tanulmány nemcsak magyarul, de angol nyelven is megjelent.
2008. május 31-én Csingervölgyben elneveztek róla egy parkerdőt, amely az Ajkai Bánya Múzeumot veszi körbe.

## Művei
Útleírásai izgalmas, olvasmányos és hiteles képet nyújtanak az őserdei életről. A magyar irodalomban háttérbe szorult ifjúsági irodalom egyik legjobb képviselője volt.
- Kalandok a brazíliai őserdőben, Budapest, 1940
- A kutyafejű szikla, Budapest, 1942 (regény)
- Ry-Ke a Matto Grosso ősvadonában, Budapest, 1944 (ifjúsági regény)
- Magyar–portugál szótár (Függelék: A mai brazil élet), Budapest, 1948
- Az óriáskígyók földjén (Amazonasi vadásznapló), Budapest, 1955
- Jaguárországban, Budapest, 1960
- A fehér arany vadonában, Budapest, 1961
- Barátom a vadon, Budapest, 1962
- Pálmakunyhó az őserdőben, Budapest, 1963
- Ahol az ösvény véget ér – Észak-Brazília őserdeiben, Budapest, 1964
- Egymillió hős országa – Arhangoj őserdeitől a Góbi sivatagig, Budapest, 1966
- Négyen a vadonban, Budapest, 1966
- A dzsungel doktora (Vital Brasil életrajza), Budapest, 1967
- Holdárnyékban az őserdő, Budapest, 1967
- Horgászom az Amazonason, Budapest, 1968
- Bíborviskó, Budapest, 1969
- Négy hágó sziklavadonában (Hegyi Margittal), Budapest, 1972
- Gyémántmosók, Budapest, 1972
- Makk és Jaguár, Budapest, 1972
- Éjbe zuhant évek, Budapest, 1973
- Én kedves Amazoniám, Budapest, 1975
- A csendes halál démona, Budapest, 1977 (regény)
- A Bakonytól Amazoniáig, Budapest, 1978 (önéletrajzi regény)
- Az Arany-Góbi kősivatag, Budapest, 1981
- Dráma az őserdőben; vál., szerk. Horváth József, utószó, kislexikon Vojnits András; Lazi, Szeged, 2009